# Zenon

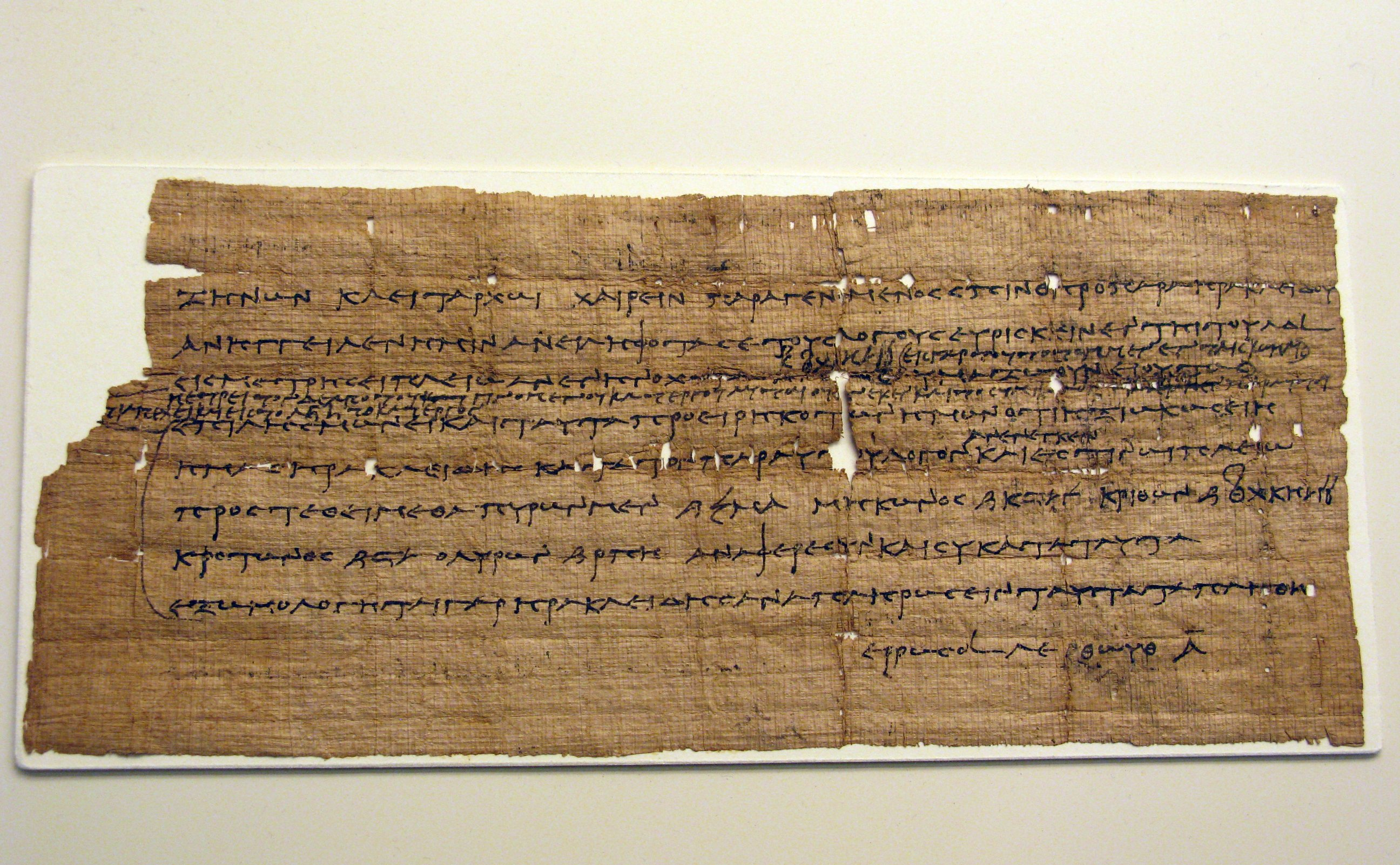
Een papyrus uit het Zenonarchief

Zenon (ca. 260-230 v.Chr.) was de privésecretaris van Apollonius, de minister van financiën onder Ptolemaeus II Philadelphus en Ptolemaeus III Euergetes in Ptolemaeïsch Egypte in de 3e eeuw v.Chr.
Een verzameling van meer dan 2000 papyri geschreven door Zenon werden rond 1900 ontdekt en worden naar hem het Zenonarchief genoemd.

## Verder lezen
- W. Clarysse, De Griekse cultuur in het Zenon-archief, in Kleio 7 (1977), p. 59-77.
- W. Clarysse - K. Vandorpe (tradd. edd.), Zenon, een Grieks manager in de schaduw van de piramiden, Leuven, 1990.